# ジュリオ・カンパニョーラ
ジュリオ・カンパニョーラ（Giulio Campagnola, 1482年 - 1515年）はイタリアの画家、版画家。

## 略歴
当時ヴェネツィア共和国の支配下にあったパドヴァで生まれた。父親は博識な著述家であり、パドヴァの大学で芸術に関する教育を受けた。15歳のころからマントヴァ侯ゴンザーガ家の宮廷画家であったアンドレア・マンテーニャに学んだ。1499年にフェラーラ公国の宮廷で働いた記録がある。フェラーラは当時、版画出版が盛んな街でもあった。その後、ヴェネツィアに住んで多くの版画を制作、出版した。1512年にドイツ人の両親を失って孤児になったとされるドメニコ・カンパニョーラを養子にした。1515年にカンパニョーラは亡くなるが、ドメニコ・カンパニョーラによって事業は継承された。

## 作品

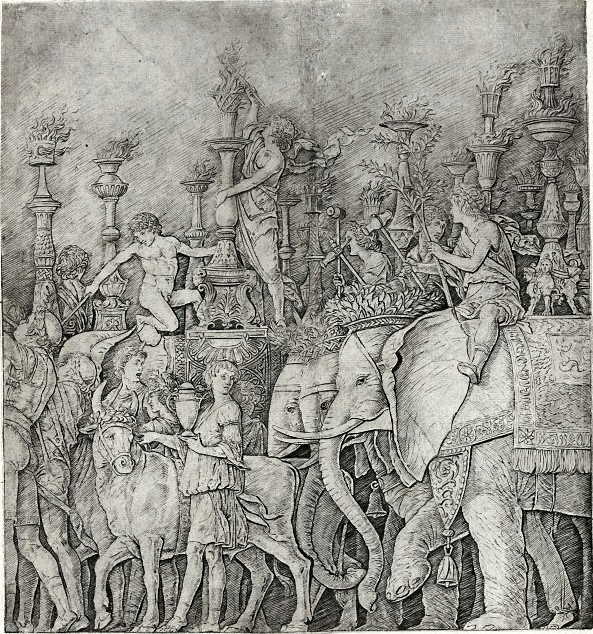
象の行進
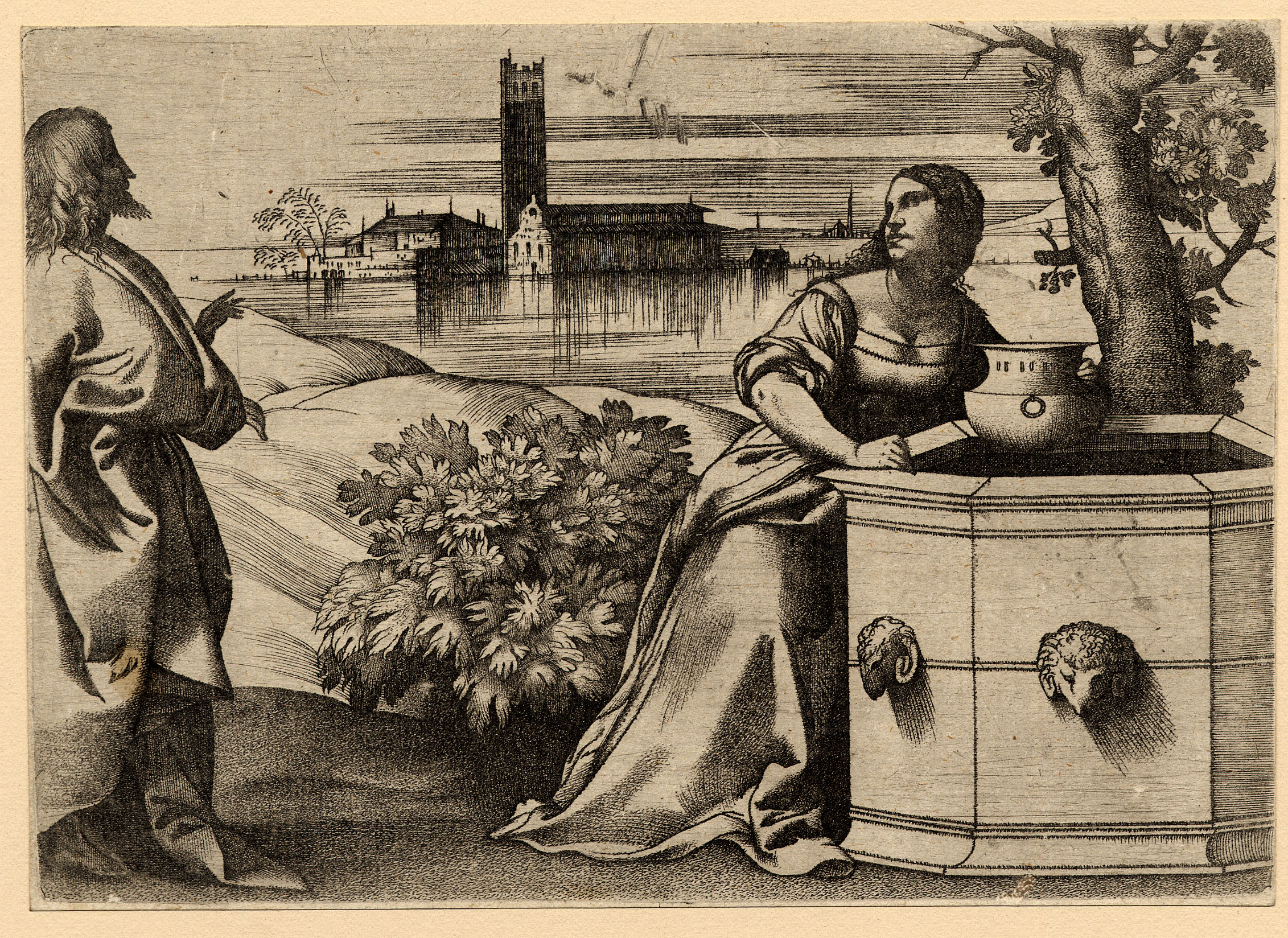
Samaria
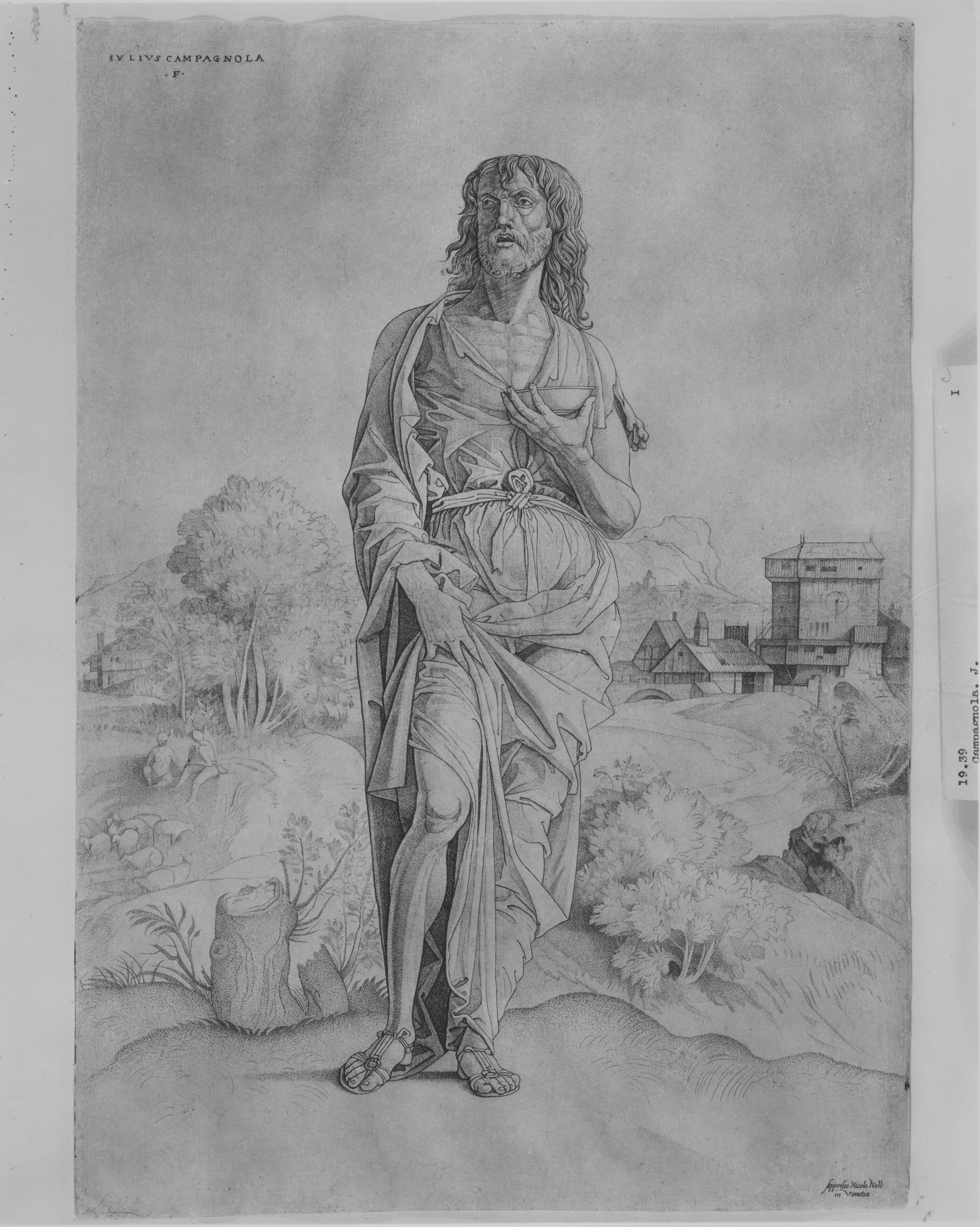
ジョルジョーネの作品の複製版画